# NGC 1679
NGC 1679 je prečkasta spiralna galaktika u zviježđu Dlijetu.

## Vanjske poveznice
- SEDS: NGC 1679